# Babati (Distrikt)
Babati ist ein Distrikt der Region Manyara in Tansania, sein Verwaltungszentrum ist in der Stadt Babati, die gleichzeitig auch Regionshauptstadt ist. Der Distrikt grenzt im Norden und im Nordosten an die Region Arusha, im Osten an den Distrikt Simanjiro, im Süden an die Region Dodoma, im Südwesten an den Distrikt Hanang und im Nordwesten an den Distrikt Mbulu. Außerdem umschließt der Distrikt den Distrikt Babati (TC).

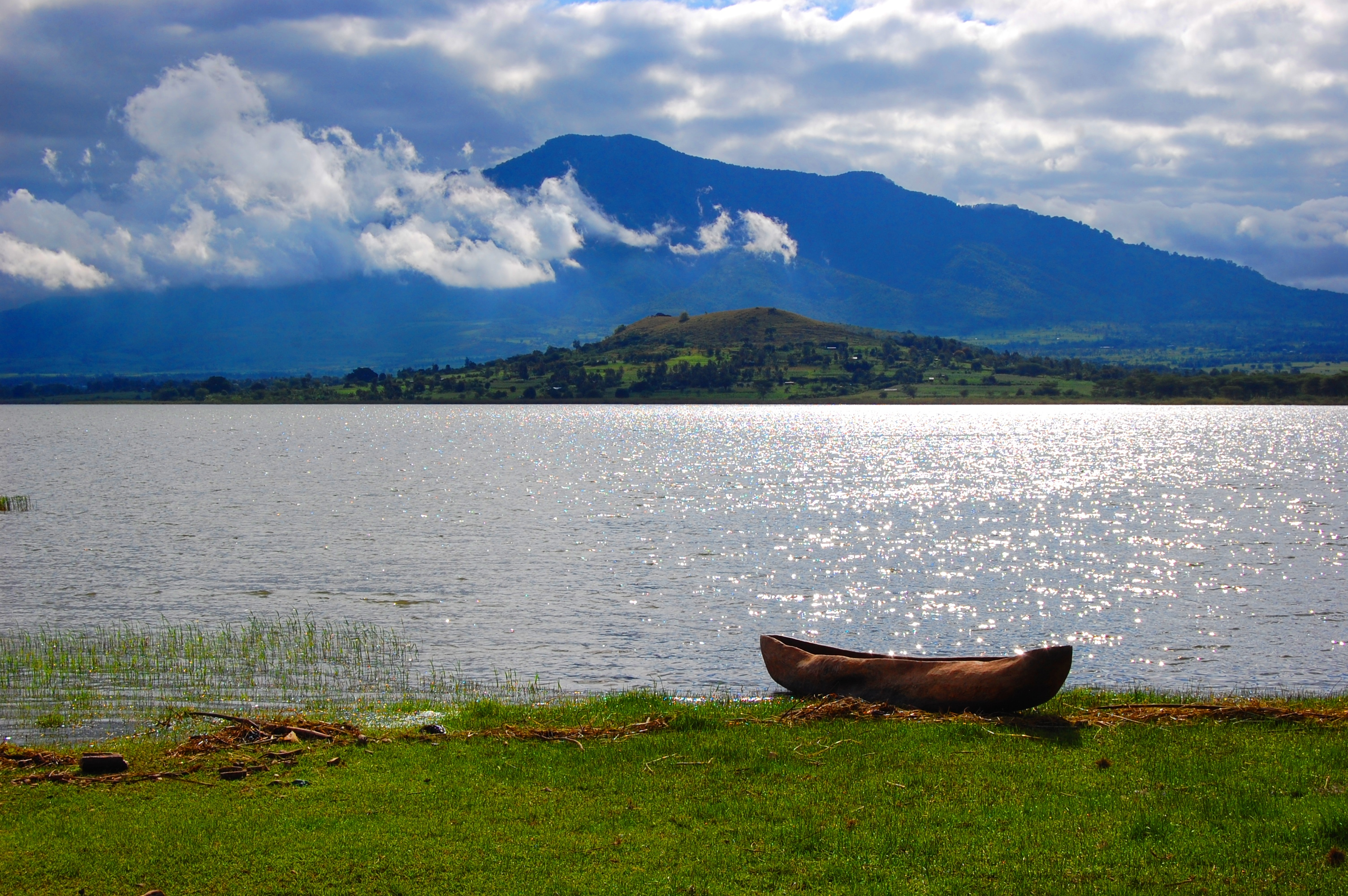
Der Babatisee

## Geographie
Babati hat eine Fläche von 5608 Quadratkilometer und 375.200 Einwohner (Volkszählung 2022). Der Distrikt erstreckt sich vom Manyara-See im Norden, der auf 960 Meter über dem Meer liegt, bis zum Babatisee im Süden. Im Westen begrenzt ein über 2000 Meter hohes Gebirge den Distrikt, nach Osten breitet sich ein flaches Hochland aus, durchbrochen vom 2416 Meter hohen Berg Kwaraha östlich der Distrikthauptstadt. Die Entwässerung erfolgt in abflusslose Seen und Sümpfe.
Das Klima in Babati ist gemäßigt warm, Cwb nach der effektiven Klimaklassifikation. Die Niederschläge fallen in zwei Regenzeiten, kurze Regenschauer von Oktober bis Dezember und ausgiebigere Regen von Februar bis Mai. Von Juni bis September dauert die Trockenzeit. Die Jahresniederschläge hängen stark von der topographischen Lage ab und reichen von 500 bis 2000 Millimeter. Auch die Temperatur ist ortsabhängig und hat ein breites Spektrum von 10 bis 25 Grad Celsius, wobei es von September bis November am heißesten ist.

## Geschichte
Im Jahr 1985 wurde der Distrikt Hanang aufgeteilt, aus dem östlichen Teil entstand der Distrikt Babati. Die Aufteilung in die beiden Distrikte Babati (TC) und Babati (Distrikt) erfolgte im Jahr 2004.

## Verwaltungsgliederung
Der Distrikt besteht aus dem einen Wahlkreis (Jimbo) Babati Vijijini und gliedert sich in 25 Bezirke (Kata).
- Magara
- Nkaiti
- Mwada
- Mamire
- Gallapo
- Qash
- Ayasanda
- Gidas
- Duru
- Riroda
- Arri
- Dareda
- Dabil
- Ufana
- Bashnet
- Madunga
- Kiru
- Magugu
- Baoy
- Nar
- Endakiso
- Ayalagaya
- Kisangaji
- Secheda
- Qameyu

| Die Einwohnerzahl von Babati lag im Jahr 2012 bei 312.392 Einwohnern. Im Jahr 2012 sprachen rund sechzig Prozent der über Fünfjährigen Swahili und zehn Prozent Swahili und Englisch. Die Analphabetenrate lag bei 25 Prozent. Die Grafik rechts zeigt einen Vergleich mit dem Stadt-Distrikt Babati (TC). Im Jahr 2022 lebten 375.200 Menschen in 80.578 Haushalten. | Hier fehlt eine Grafik, die leider im Moment aus technischen Gründen nicht angezeigt werden kann. Wir arbeiten daran! Babati | Hier fehlt eine Grafik, die leider im Moment aus technischen Gründen nicht angezeigt werden kann. Wir arbeiten daran! Babati (TC) |

- Bildung: Im Distrikt liegen 143 Grundschulen und 33 weiterführende Schulen.[10]
- Gesundheit: Für die medizinische Betreuung der Bevölkerung gibt es 2 Krankenhäuser, 8 Gesundheitszentren und 36 Apotheken.[10]

| Der wichtigste Wirtschaftszweig ist die Landwirtschaft. - Landwirtschaft: Die Böden in Babati sind fruchtbar, am häufigsten angebaut werden Sonnenblumen, Bohnen, Erbsen, Mais, Linsen, Mangos und Sesam. An Nutztieren werden vor allem Rinder, Geflügel und Ziegen gehalten (Stand 2012). - Gewerbe, Industrien: Im Jahr 2019 gab es 14 Fabriken, die überwiegend die Agrarprodukte Reis, Zucker, Honig verarbeiteten und Sonnenblumenöl erzeugten. - Straßen: Durch den Distrikt verläuft von Süden nach Norden die Nationalstraße T5 von Dodoma nach Arusha. In der Stadt Babati zweigt von dieser die Nationalstraße T14 nach Südwesten nach Singida ab. | Hier fehlt eine Grafik, die leider im Moment aus technischen Gründen nicht angezeigt werden kann. Wir arbeiten daran! |

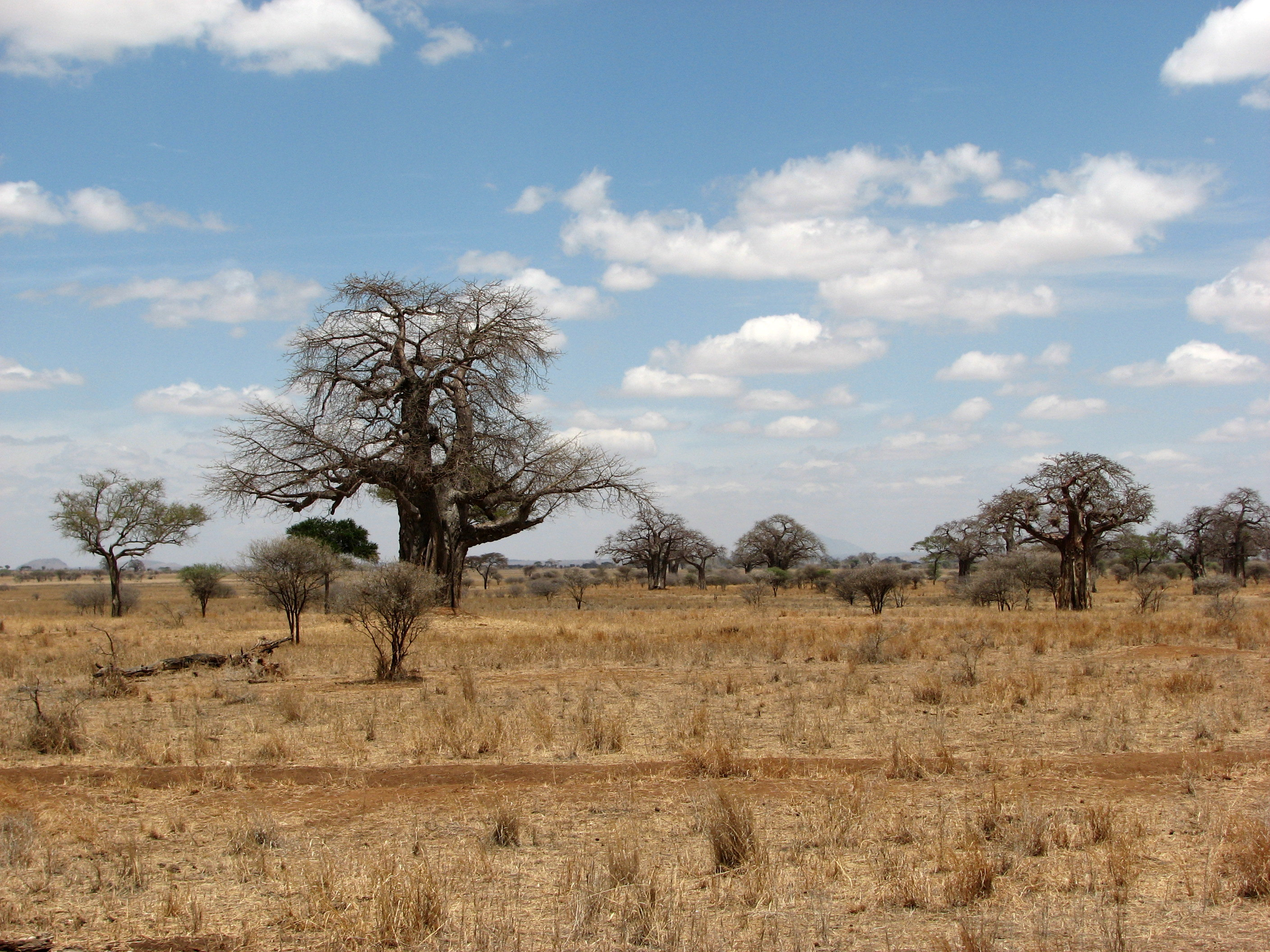
Tarangire-Nationalpark mit Baobab-Bäumen

- Tarangire-Nationalpark: Der Südosten des Distriktes umfasst den 2850 Quadratkilometer großen Tarangire-Nationalpark.[16] Die Hauptattraktion sind die 3000 Elefanten im Park, bis zu 300 versammeln sich in der Trockenzeit an einer Wasserstelle. Neben den Großtieren leben auch 550 Vogelarten vor allem in den Sümpfen.[17][18]
- Lake Manyara National Park: Im Norden hat Babati Anteil am 648 Quadratkilometer großen Nationalpark am See Manyara.[16] Zentrum des Parks ist der Natronsee mit seiner Vogelwelt, von denen die Flamingos am bekanntesten sind. Daneben gibt es aber dichte Wälder, die sich die Hänge hinaufziehen und von baumkletternden Löwen bewohnt werden.[19]